# 蕭迭里得
蕭迭里得（？—1063年），字胡睹堇。辽国官员。契丹人。国舅少父房后裔，萧双古的儿子。    
他喜好射猎，辽圣宗太平年间，以外戚为祇候郎君。历任延昌宫使、殿前副总检。辽兴宗重熙十三年（1044年），率领偏师进攻西夏，俘虏掠夺很多。因功官至都点检，攻打乌古敌烈部详稳。重熙十八年（1049年），率领偏师攻打西夏，失利，再为都点检。重熙十九年（1050年），西夏攻打辽国金肃军，受命救援。因功知汉人行宫都部署事，出任西南面招讨使。后来因为族弟萧黄八私自议论宫廷之事，被杖责，削爵为民。辽道宗清宁年间，担任南京统军使。清宁九年（1063年），随同耶律重元、耶律涅鲁古叛乱，事情失败，被擒杀。

## 延伸阅读
[在维基数据编辑]
 《遼史/卷114》，出自脱脱《遼史》